# جيمس بوند 007: ليلة النار
جيمس بوند 007: ليلة النار (بالإنجليزية: James Bond 007: Nightfire) هي لعبة فيديو من نوع تصويب منظور الشخص الأول، وهي إحدى ألعاب الفيديو القتالية التي تعرض شخصية العميل السري البريطاني جيمس بوند.

## طريقة اللعب
عموماُ يوجد أسلحة قتالية مختلفة بالإضافة إلى القنابل وكذلك بعض الأدوات الهامة مثل القلم السام وساعة كسر الأقفال وغيرها.
وتوجد الأسلحة في جميع أنحاء اللعبة كما هو حال جميع ألعاب چيمس بوند السابقة.

## روابط خارجية
- جيمس بوند 007: ليلة النار على موقع IMDb (الإنجليزية)